# Number Ones
Number Ones ist ein im November 2003 erschienenes Greatest-Hits-Album des US-amerikanischen Popsängers Michael Jackson. Neben bekannten Liedern seiner alten Alben ist mit One More Chance auch ein bis dahin unveröffentlichter Titel enthalten.

## Hintergrund
Das Album sticht aus einer Vielzahl veröffentlichter Kompilationsalben Jackson heraus, war sein erstes dieser Art, das in allen deutschsprachigen Ländern Chartplatzierungen erreichen konnte. Bereits nach seiner Veröffentlichung war das Album sehr erfolgreich, aber auch nach Jacksons Tod wurde Number Ones – wie viele andere Werke des Sängers – häufig verkauft und bekam im August 2009 zum dritten Mal Multi-Platin-Status verliehen. Zudem wurde das Album trotz der sechs Jahre zurückliegenden Veröffentlichung bei den American Music Awards 2009 geehrt. Sein Bruder Jermaine nahm bei der Veranstaltung die Preise für den im Juni 2009 verstorbenen Jackson entgegen.
In den Vereinigten Staaten wurde das Album mit leicht veränderter Trackliste veröffentlicht, dort sind Man in the Mirror und Ben enthalten. Neben der CD existiert außerdem eine gleichnamige DVD mit Musikvideos.

## Titelliste

### Internationale Version
1. Don’t Stop ’Til You Get Enough (2003 Edit) – 3:56
2. Rock with You (Single Version) – 3:40
3. Billie Jean (Single Version) – 4:53
4. Beat It (Single Version) – 4:18
5. Thriller (2003 Edit) – 5:12
6. Human Nature – 4:05
7. I Just Can’t Stop Loving You (mit Siedah Garrett) – 4:11
8. Bad – 4:06
9. The Way You Make Me Feel – 4:56
10. Dirty Diana – 4:41
11. Smooth Criminal (Radio Edit) – 4:17
12. Black or White – 3:18
13. You Are Not Alone (Radio Edit) – 4:34
14. Earth Song (Radio Edit) – 4:34
15. Blood on the Dance Floor – 4:11
16. You Rock My World (Radio Edit) – 4:26
17. Break of Dawn – 5:29
18. One More Chance – 3:49

### US-Version
1. Don’t Stop ’Til You Get Enough (2003 Edit) – 3:56
2. Rock with You (Single Version) – 3:40
3. Billie Jean (Single Version) – 4:53
4. Beat It (Single Version) – 4:18
5. Thriller (2003 Edit) – 5:12
6. I Just Can’t Stop Loving You (mit Siedah Garrett) – 4:11
7. Bad – 4:06
8. Smooth Criminal (Radio Edit) – 4:17
9. The Way You Make Me Feel – 4:56
10. Man in the Mirror (2003 Edit) – 5:04
11. Dirty Diana – 4:41
12. Black or White (Single Version) – 3:18
13. You Are Not Alone (Radio Edit) – 4:34
14. Earth Song (Radio Edit) – 4:34
15. You Rock My World (Radio Edit) – 4:26
16. Break of Dawn – 5:29
17. One More Chance – 3:49
18. Ben (Live Edit) – 2:57[3]

## Vertretung der Alben
| Albumtitel                                    | Jahr | Vertretene Songs | Anzahl                |
| --------------------------------------------- | ---- | --- | --------------------- |
| Off the Wall                                  | 1979 | Don’t Stop ’til You Get Enough, Rock with You                                                                                 | 2                     |
| Thriller                                      | 1982 | Billie Jean, Beat It, Human Nature (nur internationale Version), Thriller                                                     | 4 bzw. 3 (US-Version) |
| Bad                                           | 1987 | Bad, Dirty Diana, The Way You Make Me Feel, Smooth Criminal, I Just Can’t Stop Loving You, Man in the Mirror (nur US-Version) | 5 bzw. 6 (US-Version) |
| Dangerous                                     | 1991 | Black or White | 1                     |
| HIStory – Past, Present and Future Book I     | 1995 | Earth Song, You Are Not Alone                                                                                                 | 2                     |
| Blood on the Dance Floor – HIStory in the Mix | 1997 | Blood on the Dance Floor (nur internationale Version)                                                                         | 1 bzw. 0 (US-Version) |
| Invincible                                    | 2001 | You Rock My World, Break of Dawn                                                                                              | 2                     |

## Rezeption

### Preise
Das Album gewann im Jahr 2009 bei den American Music Awards in der Kategorie „Bestes Soul/Rhythm-&-Blues-Album“.

### Kritiken
Angesichts der Tatsache, dass vor allem Jacksons frühere Songs bei den Kritikern mehrheitlich geschätzt werden, waren auch bei Number Ones die meisten Kritiken positiv. So vergab Allmusic vier von fünf möglichen Sternen, genauso wie der englischsprachige Rolling Stone.

## Kommerzieller Erfolg

### Chartplatzierungen
Number Ones gehört zu Michael Jacksons erfolgreichsten Best-of-Alben. In den USA wurde es mit dreifachem Platin ausgezeichnet, was bedeutet, dass sich das Album allein in den Staaten mehr als sechs Millionen Mal verkauft hat. In Großbritannien, wo es sich 2003 an der Spitzenposition der Albumcharts positionieren konnte, verweilte Number Ones 528 Wochen (Stand Januar 2022) in den Top 100 und belegt damit den sechsten Platz der Alben mit den meisten Chartwochen und ersten Platz der Soloalben mit den meisten Chartwochen. In Deutschland war der Erfolg zwar kleiner, dennoch wurde das Album mit einer Goldenen Schallplatte ausgezeichnet. Die beste Chartplatzierung in Deutschland war Platz 2.
| ChartsChartplatzierungen       | Höchstplatzierung | Wochen |
| ------------------------------ | ----------------- | ------ |
| Deutschland (GfK)              | 2 (39 Wo.)        | 39     |
| Österreich (Ö3)                | 11 (22 Wo.)       | 22     |
| Schweiz (IFPI)                 | 9 (37 Wo.)        | 37     |
| Vereinigte Staaten (Billboard) | 13 (222 Wo.)      | 222    |
| Vereinigtes Königreich (OCC)   | 1 (… Wo.)         | …      |

| ChartsJahrescharts (2003)      | Platzierung |
| ------------------------------ | ----------- |
| Vereinigte Staaten (Billboard) | 104         |
| Vereinigtes Königreich (OCC)   | 8           |

| ChartsJahrescharts (2004)      | Platzierung |
| ------------------------------ | ----------- |
| Vereinigte Staaten (Billboard) | 104         |
| Vereinigtes Königreich (OCC)   | 57          |

| ChartsJahrescharts (2009)    | Platzierung |
| ---------------------------- | ----------- |
| Deutschland (GfK)            | 33          |
| Vereinigtes Königreich (OCC) | 73          |

### Auszeichnungen für Musikverkäufe
| Land/Region                  | Auszeichnungen für Musikverkäufe (Land/Region, Auszeichnung, Verkäufe) | Verkäufe    |
| ---------------------------- | ---------------------------------------------------------------------- | ----------- |
| Argentinien (CAPIF)          | Gold                                                                   | 20.000      |
| Australien (ARIA)            | 6× Platin                                                              | 420.000     |
| Deutschland (BVMI)           | Gold                                                                   | 100.000     |
| Europa (IFPI)                | Platin                                                                 | (1.000.000) |
| Italien (FIMI)               | Gold                                                                   | 25.000      |
| Japan (RIAJ)                 | Platin                                                                 | 250.000     |
| Mexiko (AMPROFON)            | Gold                                                                   | 50.000      |
| Neuseeland (RMNZ)            | 4× Platin                                                              | 60.000      |
| Österreich (IFPI)            | Gold                                                                   | 15.000      |
| Polen (ZPAV)                 | Platin                                                                 | 20.000      |
| Russland (NFPF)              | 2× Platin                                                              | 40.000      |
| Schweiz (IFPI)               | Gold                                                                   | 20.000      |
| Spanien (Promusicae)         | Gold                                                                   | 50.000      |
| Vereinigte Staaten (RIAA)    | 5× Platin                                                              | 5.300.000   |
| Vereinigtes Königreich (BPI) | 10× Platin                                                             | 3.000.000   |
| Insgesamt                    | 6× Gold · 30× Platin ·                                                 | 9.370.000   |

Hauptartikel: Michael Jackson/Auszeichnungen für Musikverkäufe